# Åggomjaure
Åggomjaure är en sjö i Arjeplogs kommun i Lappland och ingår i Piteälvens huvudavrinningsområde. Sjön har en area på 0,0637 kvadratkilometer och ligger 462 meter över havet.

## Delavrinningsområde
Åggomjaure ingår i det delavrinningsområde (737268-159695) som SMHI kallar för Utloppet av Padje-Måskejaure. Medelhöjden är 452 meter över havet och ytan är 17,12 kvadratkilometer. Räknas de 182 avrinningsområdena uppströms in blir den ackumulerade arean 3 014,03 kvadratkilometer. Avrinningsområdets utflöde Piteälven mynnar i havet. Avrinningsområdet består mestadels av skog (71 procent). Avrinningsområdet har 5,01 kvadratkilometer vattenytor vilket ger det en sjöprocent på 29,2 procent.